# Chiesa di San Pasquale Baylon (Portici)
La Chiesa di San Pasquale Baylon è un importante luogo di culto situato nel comune italiano di Portici. Fondata in epoca borbonica, la chiesa ha una storia strettamente legata alla presenza dei frati francescani Alcantarini e al fervore religioso della comunità locale.

## Origini e fondazione
La chiesa fu costruita nel XVIII secolo, quando il re Carlo di Borbone, sovrano di Napoli, decise di far erigere una struttura religiosa dedicata a San Pasquale Baylon. San Pasquale era un santo francescano noto per la sua devozione e il suo legame con l’Eucaristia, e il re era particolarmente devoto a lui. Portici, in quegli anni, stava vivendo un periodo di sviluppo e crescita, soprattutto per la costruzione della Reggia di Portici, residenza estiva della corte borbonica. 
Carlo di Borbone decise di affidare il complesso ai frati Alcantarini, un ramo dell'Ordine dei Frati Minori che seguiva una regola particolarmente rigorosa ispirata a San Pietro d'Alcantara. Nel 1749, venne posata la prima pietra della chiesa, che sarebbe diventata un punto di riferimento per la comunità locale.

## L’architettura della chiesa
La Chiesa di San Pasquale Baylon presenta uno stile architettonico sobrio, influenzato dalle linee del barocco napoletano. L'interno è ricco di elementi decorativi che riflettono il gusto dell'epoca, con altari in marmo e statue che richiamano la spiritualità francescana. Al centro dell'altare principale si trova una statua di San Pasquale, raffigurato con l’abito francescano e spesso con elementi legati all’Eucaristia, simbolo della sua devozione.

## Il convento degli Alcantarini
Annesso alla chiesa, vi è anche un convento che ospitava i frati Alcantarini. Il convento è stato un luogo di preghiera e contemplazione per i frati e serviva anche come centro di assistenza e spiritualità per la popolazione. I frati si dedicavano non solo alla vita religiosa, ma anche all’aiuto dei bisognosi, seguendo i principi dell’ordine francescano.

## Declino e rinnovamento
Con la fine del periodo borbonico e l’Unità d’Italia, molti ordini religiosi persero parte delle loro proprietà, e il convento di San Pasquale subì un progressivo declino. Tuttavia, la chiesa rimase un punto di riferimento per la popolazione locale, che continuava a frequentarla per le celebrazioni e le festività religiose. Nel corso del XX secolo, la chiesa ha subito diversi restauri per preservare le sue opere d'arte e il suo patrimonio architettonico. Oggi continua a essere un luogo di culto attivo, che ospita messe e altre celebrazioni religiose.

## Il culto
San Pasquale Baylon è particolarmente venerato a Portici e in tutta la Campania, dove è considerato il protettore delle donne e delle giovani madri. Ogni anno, il 17 maggio, la comunità si riunisce per festeggiare il santo con una serie di celebrazioni religiose e processioni, mantenendo viva una tradizione secolare.

## Importanza per la comunità
Oggi la chiesa di San Pasquale Baylon rappresenta non solo un patrimonio religioso, ma anche culturale per Portici. È un luogo di incontro e spiritualità, dove i fedeli possono pregare e mantenere viva una tradizione che risale ai tempi dei Borbone.